# راسيل سوان
راسيل سوان (بالإنجليزية: Russ Swan)‏ هو لاعب كرة قاعدة أمريكي، ولد في 3 يناير 1964 في فريمونت في الولايات المتحدة، وتوفي في 26 أبريل 2006 في لاس فيغاس في الولايات المتحدة.

## وصلات خارجية
- راسيل سوان على موقعبيزبول رفرنس.كوم (الدوري الرئيسي) (الإنجليزية)
- راسيل سوان على موقعبيزبول رفرنس.كوم (الدوري الثانوي) (الإنجليزية)